# Västra Götaland
|  | Aquest article tracta sobre la divisió administrativa. Si cerqueu la regió sense vigència administrativa, vegeu «Västergötland». |

Västra Götaland o Västra Götalands län és un comtat o län a la costa occidental de Suècia. És el cor de la província històrica de Götaland. Fa frontera amb els comtats de Värmland, Örebro, Östergötland, Jönköping i Halland, així com amb el comtat noruec d'Østfold, els llacs Vättern i Vänern, i el mar de Skagerrak.

## Municipis

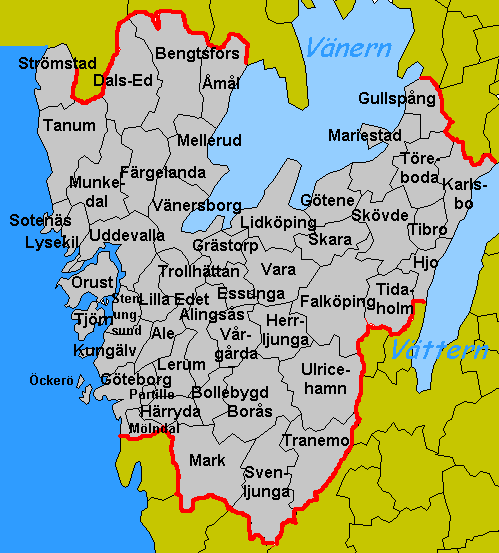
Municipis del comtat

Bandera de Suècia Occidental, que comprenia bona part del comtat

- Ale
- Alingsås
- Bengtsfors
- Bollebygd
- Borås
- Dals-Ed
- Essunga
- Falköping
- Färgelanda
- Grästorp
- Gullspång
- Götene
- Göteborg
- Herrljunga
- Hjo
- Härryda
- Karlsborg
- Kungälv
- Lerum
- Lidköping
- Lilla Edet
- Lysekil
- Mariestad
- Mark
- Mellerud
- Munkedal
- Mölndal
- Orust
- Partille
- Skara
- Skövde
- Sotenäs
- Stenungsund
- Strömstad
- Svenljunga
- Tanum
- Tibro
- Tidaholm
- Tjörn
- Tranemo
- Trollhättan
- Töreboda
- Uddevalla
- Ulricehamn
- Vara
- Vårgårda
- Vänersborg
- Åmål
- Öckerö